# Aszraf Ghani

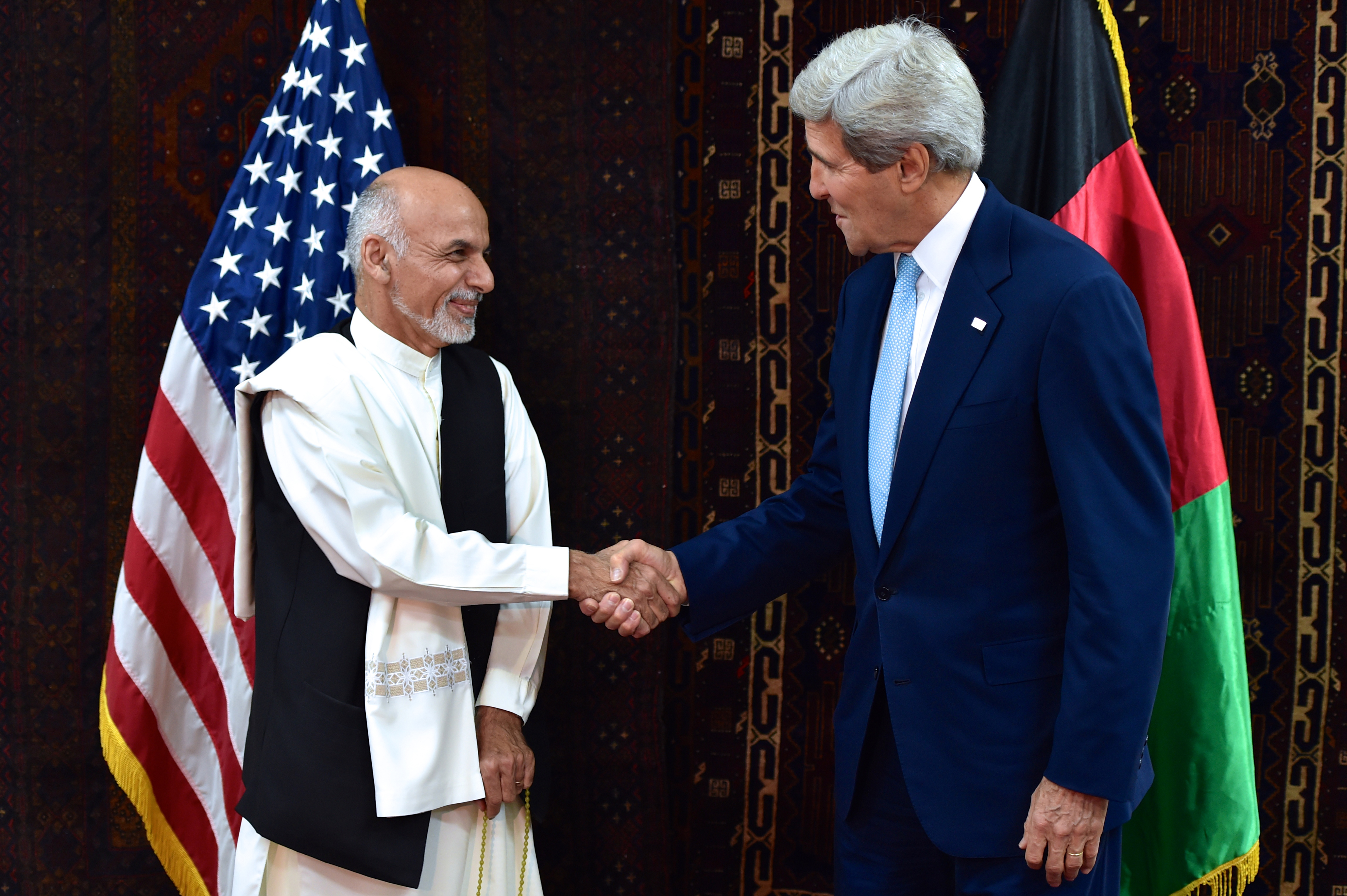
Aszraf Ghani i John Kerry (2014)

Aszraf Ghani Ahmadzaj (pasztu: اشرف غني احمدزی, ur. 12 lutego 1949 w prowincji Logar) – afgański polityk, minister finansów w latach 2002–2004, kandydat w wyborach prezydenckich w 2009 roku oraz zwycięzca wyborów w 2014 roku, prezydent Afganistanu w latach 2014–2021. Zrezygnował ze stanowiska i uciekł do Tadżykistanu po zajęciu Kabulu przez Talibów.

## Życiorys

### Młodość i wykształcenie
Urodził się w 1949 roku w prowincji Logar. Z pochodzenia jest Pasztunem. W 1973 roku ukończył nauki polityczne i stosunki międzynarodowe na Amerykańskim Uniwersytecie w Bejrucie w Libanie. Następnie uzyskał tytuł magistra oraz doktora antropologii na Uniwersytecie Columbia w USA. Studiował również w INSEAD oraz na Uniwersytecie Harvarda i Uniwersytecie Stanforda w USA.

### Kariera naukowa
Po studiach wykładał na Uniwersytecie w Kabulu (1974–1977), na Uniwersytecie Aarhus w Danii (1977), Uniwersytecie Kalifornijskim (1983) oraz Uniwersytecie Johnsa Hopkinsa w Baltimore (1983–1991). Jego badania naukowe dotyczyły procesów budowy państwa i transformacji społecznej. W 1985 roku jako stypendysta Fundacji Fulbrighta przez rok prowadził badania w pakistańskiej medresie.
W 1991 roku rozpoczął pracę w Banku Światowym, zajmując się projektami ds. Azji Wschodniej i Azji Południowej. W latach 90. XX wieku spędził pięć lat w Rosji, Chinach i w Indiach, zarządzając projektami rozwojowymi w tych państwach.
Po zamachach z 11 września odszedł z Banku Światowego. W tamtym czasie często zabierał głos w mediach oraz udzielał wywiadów w prasie. W listopadzie 2002 roku został mianowany specjalnym doradcą ONZ ds. Afganistanu i brał udział w wypracowaniu tzw. Porozumienia z Bonn, które określało zasady transferu władzy w Afganistanie po obaleniu reżimu talibów.

### Kariera polityczna
W grudniu 2001 roku powrócił do Afganistanu i został szefem doradców prezydenta Hamida Karzaja. W 2002 roku objął stanowisko ministra finansów w gabinecie prezydenta Karzaja. Jako minister finansów przeprowadził szereg reform strukturalnych, które stworzyły podwaliny systemu finansowego w kraju. Ghani doprowadził do wprowadzenia nowej waluty, skomputeryzował resort finansów, budżet państwa ustanowił głównym narzędziem polityki finansowej oraz zreformował system podatkowy i celny. W 2003 roku został uznany przez magazyn Emerging Markets najlepszym ministrem finansów w Azji. Ze stanowiska ministra zrezygnował w grudniu 2004 roku, po uchwaleniu w Afganistanie konstytucji, która zakazywała pełnienia funkcji ministra przez osoby z podwójnym obywatelstwem (Ghani nie chciał zrezygnować z obywatelstwa Stanów Zjednoczonych).
W 2004 roku objął funkcję kanclerza Uniwersytetu w Kabulu. Rok później zrezygnował z tego stanowiska i został założycielem oraz przewodniczącym Institute for State Effectiveness (ISE, Instytut ds. Państwowej Efektywności), badającego relacje między obywatelami, państwem a rynkami gospodarczymi w kontekście globalizacji.
W 2006 roku był jednym z kandydatów do stanowiska Sekretarza Generalnego ONZ.
7 maja 2009 zarejestrował się jako kandydat w wyborach prezydenckich zaplanowanych na 20 sierpnia 2009. Przy tej okazji podkreślił znaczenie ustanowienia reprezentatywnej administracji, dobrego zarządzania, budowy dynamicznej gospodarki i stworzenia możliwości zatrudnienia dla obywateli Afganistanu.

### Prezydentura
Był kandydatem w wyborach prezydenckich, które odbyły się 5 kwietnia i 14 czerwca 2014. Oskarżenia o oszustwa wyborcze spowodowały paromiesięczny spór pomiędzy uczestnikami drugiej tury, Ghanim oraz byłym ministrem spraw zagranicznych Abdullahem Abdullahem. 21 września 2014 dwaj kontrkandydaci podpisali porozumienie, na podstawie którego zwycięzcą wyborów ogłoszono Ghaniego, Abdullah Abdullah miał objąć przywrócone po 13 latach stanowisko premiera. W ceremonii podpisania paktu uczestniczył odchodzący po 13 latach prezydent Hamid Karzaj. Urząd prezydenta Afganistanu objął 29 września 2014.

### Rezygnacja i ucieczka
Po rozpoczęciu zbrojnej ofensywy Talibów w połowie 2021 roku, która doprowadziła do przejęcia przez rebeliantów kontroli nad większością prowincji i miast w Afganistanie 15 sierpnia front dotarł do stolicy, Kabulu. Tego samego dnia media przekazały doniesienia o ucieczce Ghaniego z kraju do sąsiedniego Tadżykistanu, by 18 sierpnia uzyskać azyl w Zjednoczonych Emiratach Arabskich. 17 sierpnia tymczasowym prezydentem i tym samym następcą Ghaniego ogłosił się były wiceprezydent Amrullah Saleh.